# Natàlia Pérminova
Natàlia Andréievna Pérminowa (rus: Наталья Андреевна Перминова, la transcripció anglesa Natalia Perminova; * 14 de novembre de 1991) és una esportista russa que competeix en bàdminton en la categoria individual.